# 휴 월폴

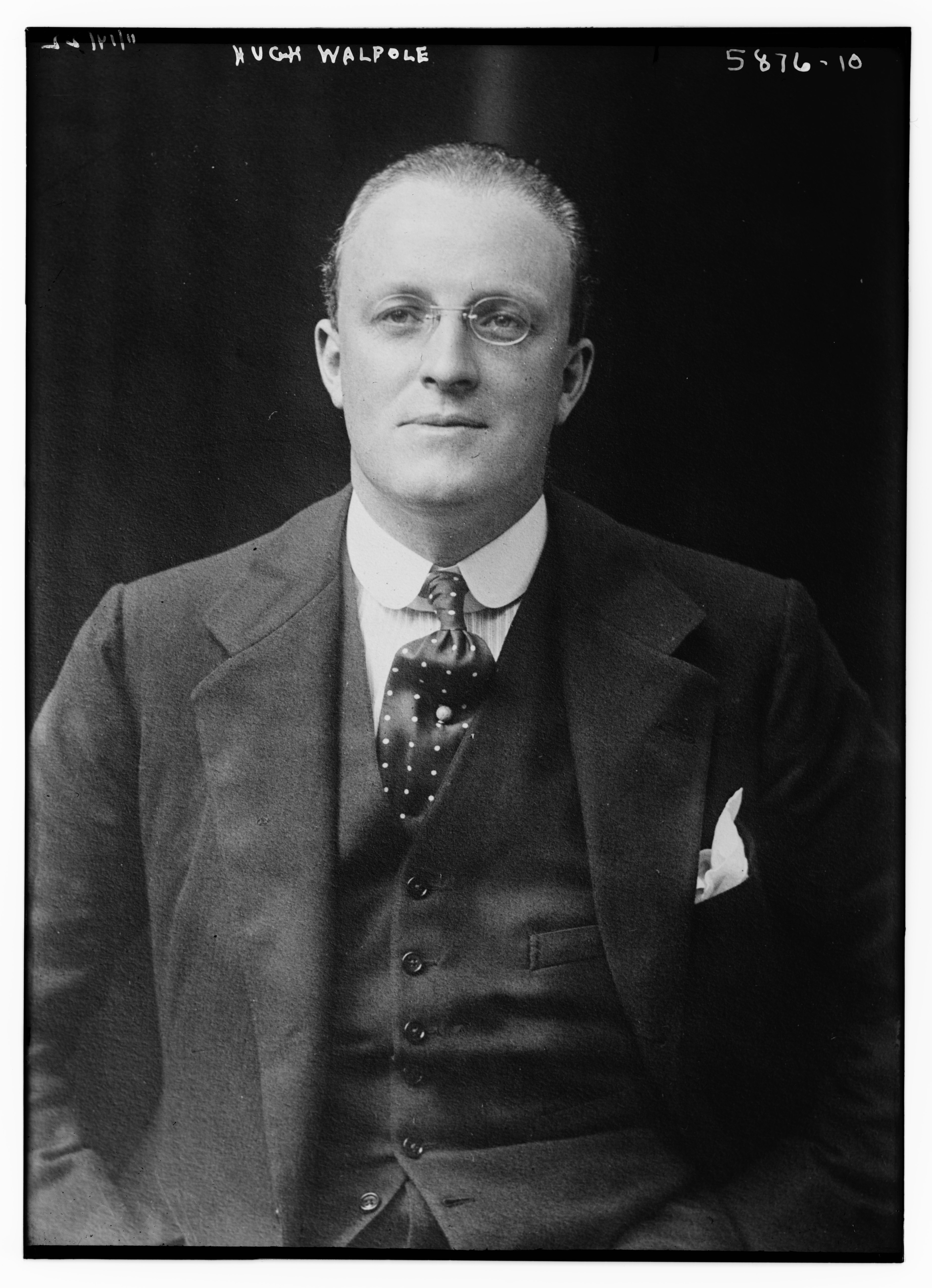
1920년~1925년경 휴 월폴

휴 세이모어 월폴 경(영어: Sir Hugh Seymour Walpole, 1884년 3월 13일 ~ 1941년 6월 1일)은 잉글랜드의 소설가이다. 그는 뉴질랜드 오클랜드에서 성공회 성직자의 장남으로 태어났다. 그는 교회에서 일을 하기 보단 글쓰기에 더 몰두했다. 소설가 헨리 제임스와 아놀드 베넷은 월폴을 지지하고 격려하기도 했다. 월폴은 소설 내 장면 설정과 생생한 줄거리를 구성하는데 소질이 있었으며 강사로서도 높은 인지도를 얻으면서 영국과 북미에서 많은 독자층을 확보하게 되었다. 그는 1920년대와 1930년대에 베스트셀러 작가였지만 그가 사망한 후에는 사람들에게 많이 잊혀지게 되었다.
1909년, 월폴은 그의 첫 번째 소설 《목마》(The Wooden Horse)를 쓴 이후, 매년 적어도 한 권 이상의 책을 출판하며, 다방면으로 글을 썼다. 그는 즉흥적인 이야기꾼이었으며, 자신의 모든 아이디어를 종이에 빠르게 기록하고 거의 수정하지 않았다. 월폴은 그의 세 번째 소설이자 두 교장 사이의 치명적인 충돌에 대한 비극적인 내용을 다룬 《Mr Perrin과 Mr Traill》로 처음으로 큰 성공을 거두었다. 제1차 세계대전 동안 월폴은 러시아-오스트리아 전선의 적십자에서 복무했으며 페트로그라드(현재의 상트페테르부르크)와 런던에서 영국 선전 활동을 했다. 1920년대와 1930년대에 월폴은 소설가로서 뿐만 아니라 문학 강사로서도 많은 수요를 얻었으며 네 차례에 걸쳐 북미 순회 공연을 펼쳤다.
영국에서 남성 간의 동성애 행위가 불법이었을 당시, 동성애자였던 월폴은 다른 남성들과 강렬하면서도 조심스러운 관계를 이어갔으며, 자신의 "완벽한 친구"를 찾기 위해 평생 동안 노력했다. 결국 그는 유부남인 경찰관을 만났고 그와 함께 영국 북서부의 레이크디스트릭트에 정착했다. 청년 작가이던 시절 기성 작가들에게 많은 지원을 받았던 월폴은 말년에 들어 많은 젊은 작가들에게 아낌없이 후원하기도 했다. 그는 시각 예술의 후원자였으며 테이트 갤러리와 기타 영국 기관에 상당한 그림 유산들을 남겼다.
월폴의 작품들은 규모가 크고 다양했다. 1909년부터 1941년 사이에 그는 36권의 소설과 5권의 단편소설, 2권의 희곡, 그리고 3권의 회고록을 썼다. 1930년대 그는 미국의 영화사인 메트로 골드윈 메이어의 두 편의 할리우드 영화 각본 작업에 참여했으며, 1935년엔 영화 데이빗 코퍼필드에 카메오로 출연 하기도 했다.